# El péndulo de Foucault
El péndulo de Foucault (en la edición original en italiano: Il pendolo di Foucault [il ˈpɛndolo di fuˈko]) es una novela escrita por el semiólogo italiano Umberto Eco en 1988. Es considerado un libro iniciático o quizás antiiniciático y antiesotérico, debido a los matices satíricos de la trama.

## Sinopsis
Umberto Eco sigue su heterodoxia de dividir el libro no en partes y capítulos, sino en secciones cuyo nombre esté relacionado con lo narrado en ellas. Así como en El nombre de la rosa se dividía el relato en días y los días en las horas litúrgicas, el relato de este libro se divide en ciento veinte —número que surge reiteradamente en la novela— capítulos agrupados en diez sefirot de la cábala hebrea. Cada capítulo tiene por título el comienzo de un texto extraído de obras de nigromancia y ocultismo.
La novela es un relato en primera persona de uno de los tres protagonistas, Casaubon. Al comienzo de la narración, se halla en el Conservatorio Nacional de Artes y Oficios de París, donde hay un péndulo de Foucault, esperando un acontecimiento que ha de producirse en la noche inminente, del solsticio de verano. Mientras espera, cuenta la mayor parte de la narración en forma retrospectiva, siempre recordando el pasado no muy lejano.
Comienza contando su juventud universitaria en Milán, sus estudios de Filología e Historia y la tesis doctoral que realizó sobre el proceso contra los templarios, época durante la cual rechaza las teorías de conspiración existentes al respecto. Asimismo, narra su encuentro con los otros protagonistas, Jacopo Belbo y Diotallevi (cuyo nombre nunca se explícita), trabajadores en la editorial universitaria Garamond. Aprovechando los conocimientos del protagonista, los editores lo invitan a una entrevista con un autor, Ardenti, quien desea publicar una teoría de conspiración sobre los templarios, cuya prueba sería un documento apenas legible que dice datar de la época templaria. Pero Ardenti desaparece al día siguiente en circunstancias extrañas.
Más adelante, cuenta los años de su vida junto con su novia Amparo en Brasil, donde una gran confusión ideológica socava sus convicciones.
Allí conoce al cuarto protagonista, Agliè, un anciano estudioso del esoterismo y el hermetismo que los lleva a conocer los cultos de origen primitivo de Brasil.
Al regresar a Milán, empieza a trabajar para Garamond y conoce a Lia, mujer con quien tendrá un hijo. Aprovechando la época de gran auge de estos temas, Garamond los emplea en un vasto proyecto editorial sobre ocultismo y esoterismo. Durante las selecciones y críticas editoriales a estas obras los tres protagonistas decidirán, por diversión, realizar una gran síntesis de todas las teorías en una sola narrativa, el llamado «Plan», basándose en principio en el documento de Ardenti. Sin embargo, lo que diseñan como un juego de niños o un rompecabezas o un pasatiempo se convierte, a partir de un momento, en un dibujo cuyos siniestros personajes cobran vida, llegándose a la disolución entre lo imaginario y lo real, tras de la cual los personajes de su fantasía empiezan a aparecer en sus vidas para conducirlos a una cruel perdición cuyo clímax tendrá lugar en el Conservatorio.

## Antiesoterismo
La novela puede ser considerada una gran crítica a todo el esoterismo. Por un lado, el gran plan es diseñado por tres editores que intentan superar a los escritores de textos ocultistas, a quienes desprecian, como mera forma de evitar el aburrimiento. En un punto aún más satírico, para resolver algunos enigmas del plan llegan a recurrir al uso de un computador personal, Abulafia, para que genere secuencias aleatorias de las que extraer información.
Además, presenta una crítica a la base del esoterismo. Umberto Eco desnuda en la novela el método de investigación que emplean todos estos escritores, basado en las analogías. Partiendo de dos objetos cualesquiera, primero se les busca una analogía, se otorga a esta una explicación y se intenta que esa explicación se apoye en otras analogías ya empleadas.